# Garrard Engineering and Manufacturing Company

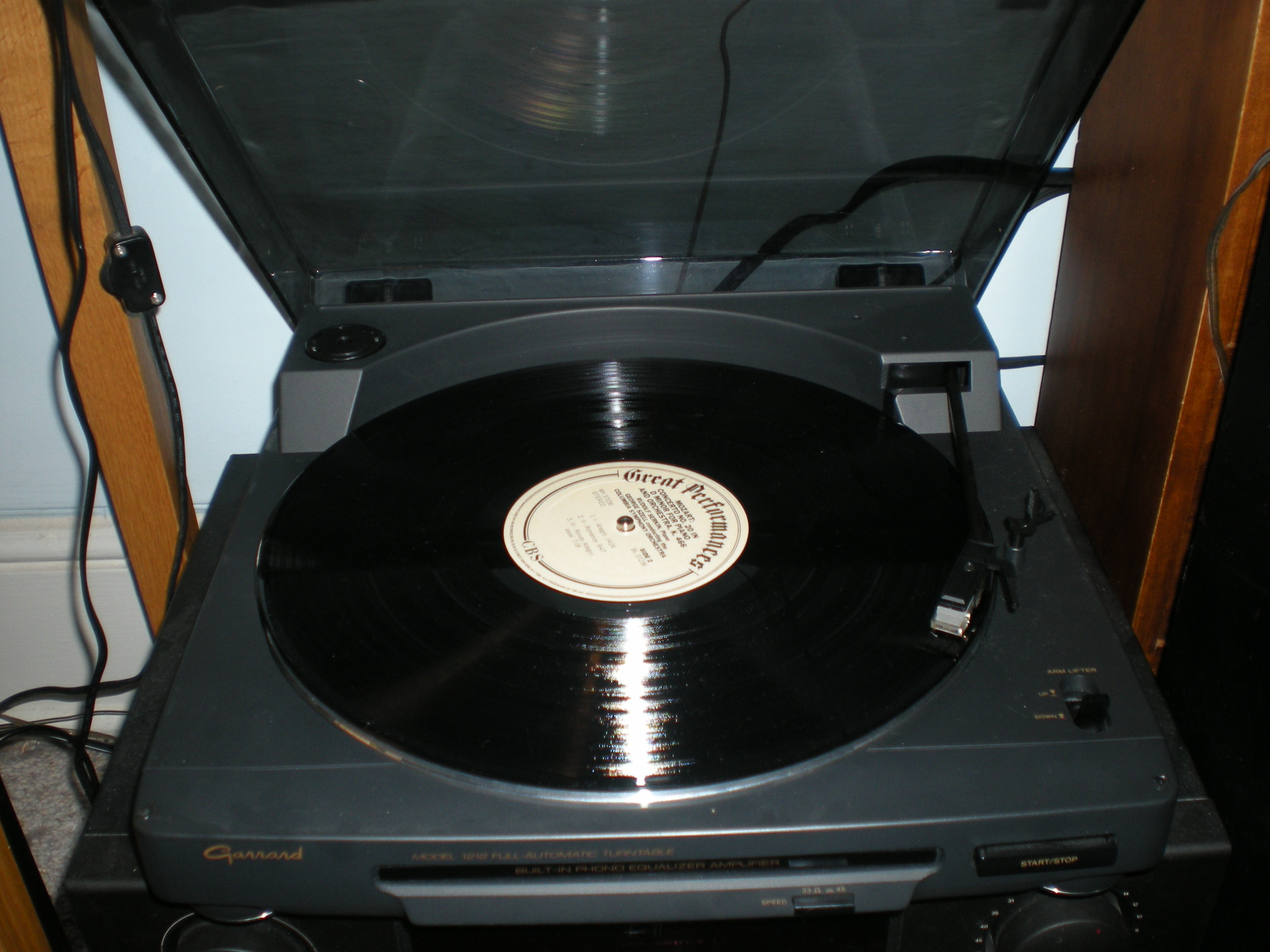
Garrard skivspelare, Model 1212

Garrard Engineering and Manufacturing Company i Swindon, Wiltshire, var ett brittiskt företag känt för sina högkvalitativa skivspelare. Det bildades av juveleraren Garrard & Co år 1915. Företaget såldes till Plessey 1960. Under perioden 1976-1978 utvecklade Garrard demonstrationsmodeller av den nya videoskivtekniken. Även om teamet insåg den framtida potentialen hos denna datalagringsteknik valde Plessey att inte investera. Efter flera år i nedgång såldes Garrard av Plessey till Gradiente Electronics i Brasilien 1979 och serieproduktionen flyttades till Brasilien (Manaus). Den återstående forsknings- och utvecklingsverksamheten för Garrard i Swindon reducerades till en minimal verksamhet fram till 1992. Därefter licensierade Gradiente namnet Garrard till Terence O'Sullivan, som drev företaget Loricraft Audio, 1997.
Mellan 1992 och 1997 licensierades varumärket Garrard till andra företag i USA, vilka importerade elektroniska artiklar tillverkade av olika, oberoende tillverkare från Fjärran Östern. Dessa artiklar inkluderade kassettdäck av märket "Garrard", CD-spelare, stereoreceivers, bärbara radio-/kassettbandspelare inklusive typen "Walkman", universella fjärrkontroller och skivspelare, samtliga utan någon som helst koppling till original Garrard-designen.
År 2018 tog Cadence Audio SA, som också äger den brittiska skivspelar och tonarmstillverkaren SME Limited, över Garrard med tillhörande registrerade varumärken när de köpte Loricraft Audio Ltd. Verksamheten omstrukturerades för att drivas under namnet Garrard Turntables UK Ltd.

## Garrard 301 och 401 transcriptionsskivspelare

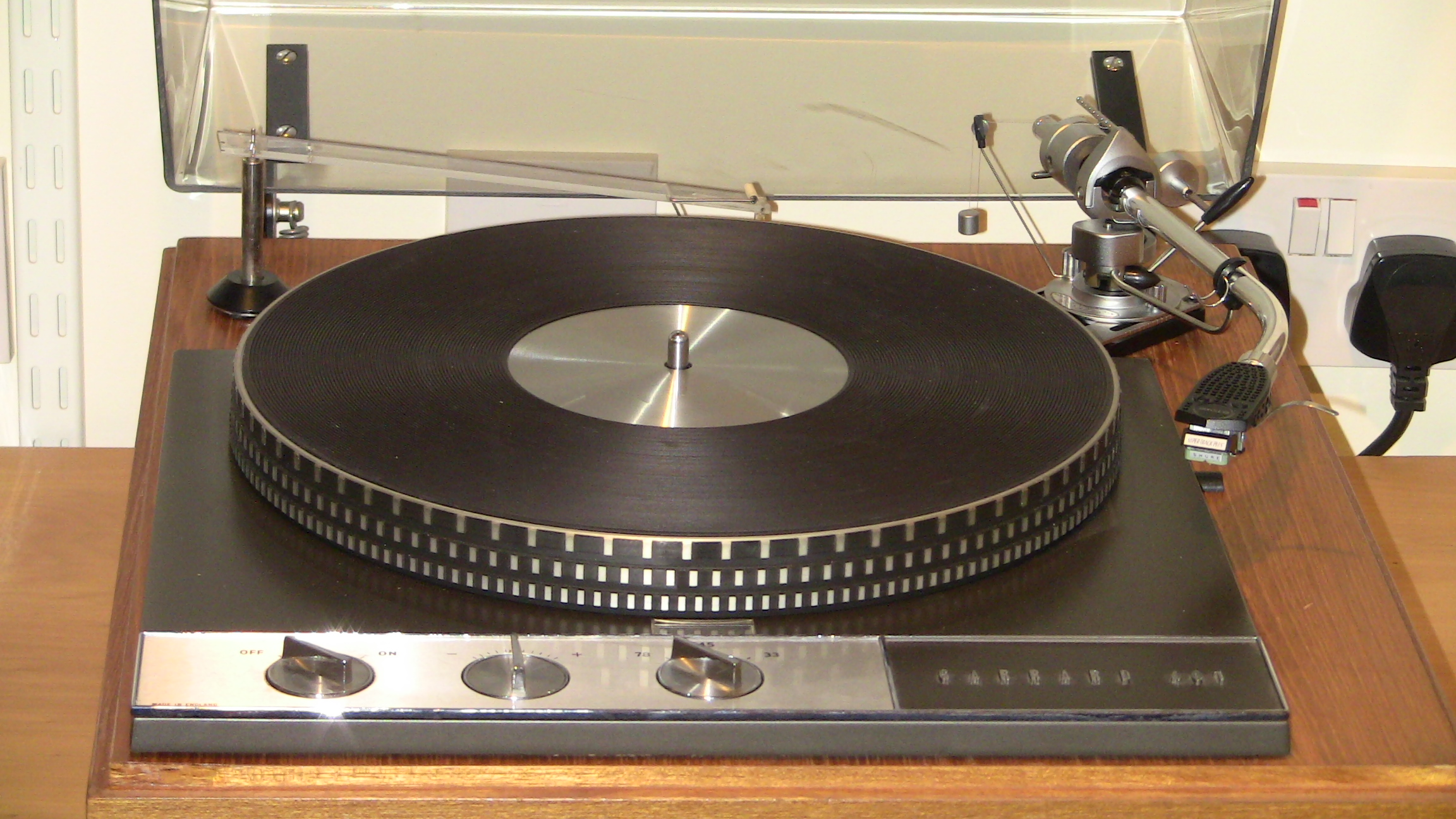
Garrard 401 skivspelare med SME 3009 tonarm.

Garrard 301 Transcription Turntable var den första skivspelare som stödde alla befintliga uppspelningsformat – skivor med 33, 45 och 78 varv/minut. Den första modellen var Garrard 301. Den senare 401 var nästan identisk mekaniskt, men med nytt utseende, kraftfullare motor, något annorlunda virvelströmsbromsningshastighetskontroll och olika axiallager. Båda modellerna användes av BBC och i kommersiella radiostationer, främst i Europa. Även 301:an och i mindre utsträckning 401:an exporterades. Produktionen av 301:an startade 1953 och försäljningen inleddes 1954. 401:an introducerades 1965 och producerades fram till 1976.